# Campeonato de Europa de Fútbol Americano de 2004
El Campeonato de Europa de Fútbol Americano de 2004 correspondió al Campeonato de Europa de Fútbol Americano del Grupo B.
Se celebró del 22 al 29 de agosto de 2004 en el Estadio Moulonguet de Amiens (Francia).

## Formato
Se disputó bajo un sistema de liguilla entre todos los equipos participantes.

## Resultados
| Fecha/Hora         | Equipo      | Equipo      | Marcador |
| ------------------ | ----------- | ----------- | -------- |
| 23 de agosto/14.00 | Francia     | España      | 28-0     |
| 23 de agosto/19.00 | Reino Unido | Rusia       | 24-21    |
| 25 de agosto/14.00 | España      | Reino Unido | 0-41     |
| 25 de agosto/19.00 | Rusia       | Francia     | 6-19     |
| 28 de agosto/14.00 | España      | Rusia       | 6-31     |
| 28 de agosto/19.00 | Reino Unido | Francia     | 18-17    |

El equipo campeón, la selección nacional del Reino Unido de Gran Bretaña e Irlanda del Norte, se clasificó para competir en el próximo campeonato de Europa del Grupo A.

## Clasificación final
| Puesto | Equipo      | Ganados | Perdidos | P. a favor | P. en contra |
| ------ | ----------- | ------- | -------- | ---------- | ------------ |
| 1      | Reino Unido | 3       | 0        | 83         | 38           |
| 2      | Francia     | 2       | 1        | 64         | 24           |
| 3      | Rusia       | 1       | 2        | 58         | 49           |
| 4      | España      | 0       | 3        | 6          | 100          |